# Garcinia gummi-gutta
Espèce
Classification APG III (2009)
Garcinia gummi-gutta, parfois connu sous les noms de Garcinia cambogia,  Gambooge, baie de Brindall, kodumpulli (au Kerala) et goraka (au Sri Lanka) ou tamarinier de Malabar, est une espèce de plantes à fleurs de la famille des Clusiaceae. C'est un petit arbre. C'est l'une des espèces subtropicales indigènes de Garcinia en Indonésie. Son fruit jaunâtre, en forme de citrouille, contient de l'acide hydroxycitrique (HCA).

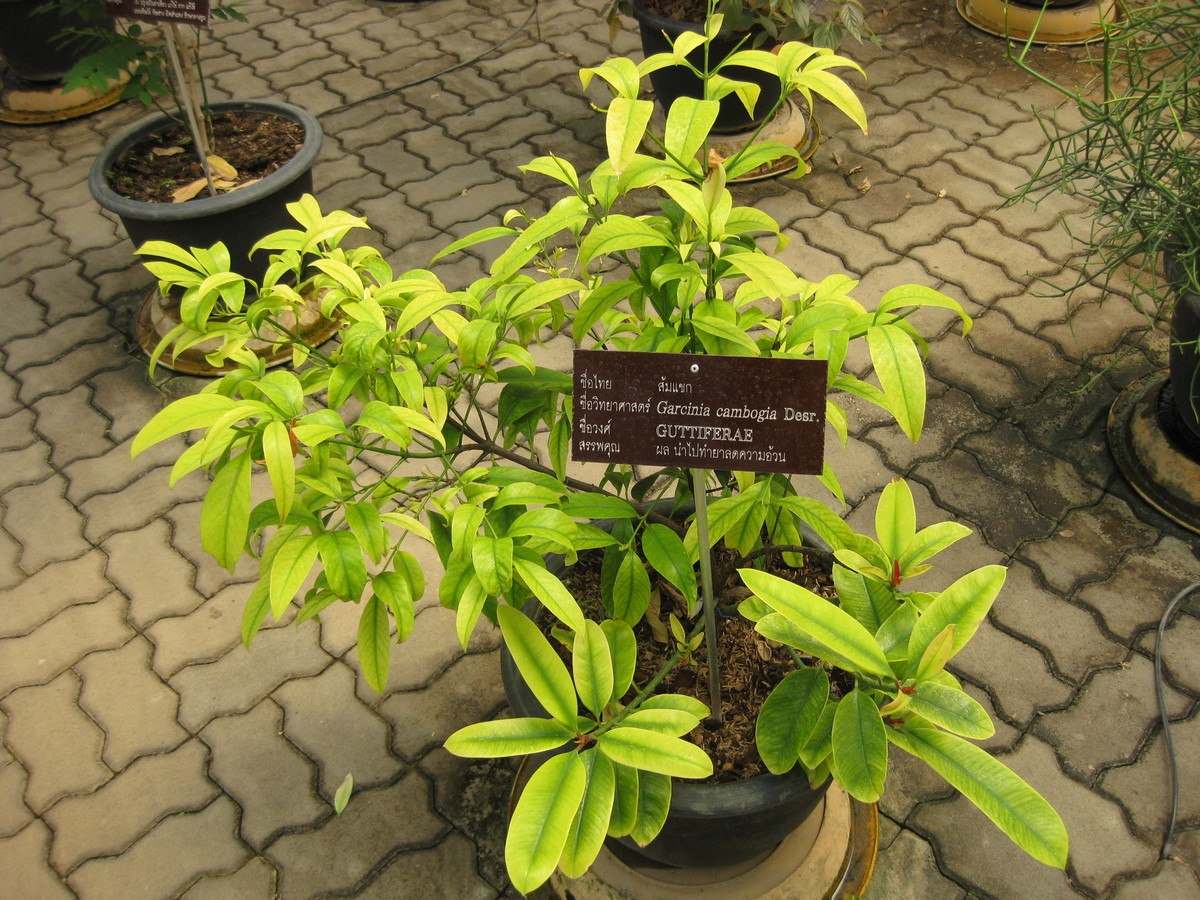
Jeune garcinia gummi-guta en pot, au Jardin botanique de la reine Sirikit, en Thaïlande.
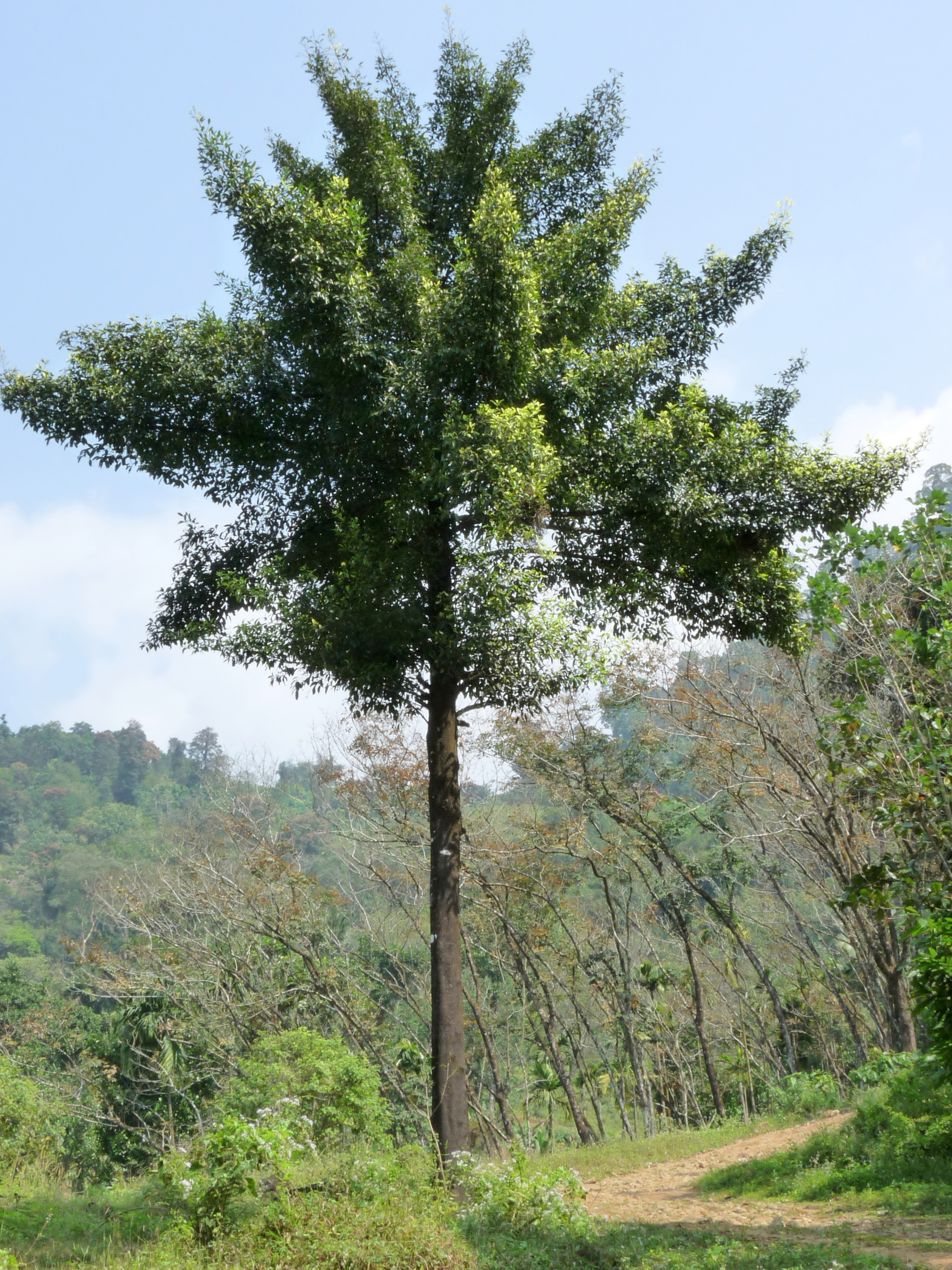
Garcinia gummi-gutta mature, Kerala, en Inde.

## Culture et utilisations
Garcinia gummi-gutta est cultivée pour son fruit, et prospère dans les forêts humides en Asie du Sud-est, et en Afrique de l'Ouest.
Dans la médecine traditionnelle indienne, cette plante est prescrite pour les œdèmes, les menstruations retardées, la constipation et les parasites intestinaux. Sous forme de précoction, elle est également employée pour les rhumatismes. L'extrait et l'écorce de la Garcinia gummi-gutta servent de condiment pour le curry en Inde.
Des recherches ayant eu lieu en 1965 ont montré la présence d'acide hydroxycitrique (HCA) qui est le principal composé actif trouvé dans l'écorce et la chair des fruits de Garcinia gummi-gutta.
Des allégations non scientifiquement prouvées émettent l'hypothèse que l'acide hydroxycitrique puisse agir de deux façons différentes. D'une part, en stimulant la production de sérotonine dans l'hypothalamus, entrainant la sensation de satiété plus rapidement tout en ayant besoin de moins manger, et d'autre part, en inhibant l'action d'une enzyme, la citrate lyase, qui tend à empêcher la lipogenèse. Le processus d'oxydation des sucres se trouverait donc accéléré et le surplus transformé en énergie et non en graisses. 
Bien que le HCA semble réduire la synthèse des acides gras et du cholestérol in vitro (par inhibition de la lipogénèse), une étude en 1998, qui a voulu vérifier si l'acide hydroxycitrique de la Garcinia pouvait être un agent potentiel contre l’obésité, a montré qu'il n'y avait aucune différence significative entre la perte de poids de ceux qui reçurent le composé et de ceux qui eurent le placebo (JAMA 280 : 1596-1600, par Steven B. Heymsfield, MD).
Cette substance a été interdite de commercialisation en France, dans un but d’amaigrissement, par l'ANSM (anciennement agence pour le médicament) depuis mai 2012, à cause de son inefficacité et d'effets secondaires graves : atteintes hépatiques, cardiaques, digestives et même psychiatriques. Néanmoins, le composé extrait de cette plante est, de nos jours, largement commercialisé comme composant dans des suppléments diététiques. L'Agence nationale de sécurité sanitaire (ANSES) a donc lancé en mars 2025 une alerte sur les dangers à consommer les compléments alimentaires à base de cette plante.

## Synonymes
- Cambogia gummi-gutta L.
- Garcinia cambogia Desr.
- Mangostana cambogia Gaertn.